# Écologie rétrospective
L'écologie rétrospective est une approche visant à comprendre les origines des caractéristiques écologiques d'un écosystème, la dynamique évolutive, éventuellement cyclique, d'un habitat ou d'une population ou d'une espèce, par l'étude de l'histoire des écosystèmes locaux et régionaux.
Comprendre l'évolution temporelle des paysages et des infrastructures écologiques qui les sous-tendent est nécessaire aux études d'éco-potentialité, de renaturation et d'aménagement durable du territoire,.

## Contenu
Cette discipline naissante s'inscrit dans le champ pluridisciplinaire de l'histoire de l'environnement. Elle cherche notamment à comprendre les dynamiques de colonisations et recolonisations, d'invasions biologiques et de disparition d'espèces. En France, par exemple, sur 587 espèces de vertébrés, 50 ont disparu au cours de l'Holocène (de la fin de la dernière glaciation à nos jours), probablement en raison de la chasse et de la modifications par l'homme de leur habitat.
Pour ce faire, le chercheur s'appuie sur les observations de terrain et sur la paléoécologie, l'archéozoologie, la palynologie, l'archéologie, la paléoclimatologie et la paléontologie notamment. Pour les périodes récentes, il s'appuie aussi sur l'étude des archives historiques et en particulier des atlas et cartes anciennes (par exemple en France, les cartes de Cassini, l'Atlas de Trudaine, la carte d'état-major, ou certains documents plus anciens tels que les illustrations faites pour les Albums de Croÿ.
Dans le cas de l'étude des écosystèmes contemporains, la recherche s'applique le plus souvent à l'Holocène. Au-delà on parle plutôt de paléoécologie et de paléoenvironnement

## Histoire
Ce concept a notamment été développé dans les années 1970-1980 par des personnalités telles que le Dr Wojciech Beblo (Directeur de l’écologie de la Voïvodie de Katowice (Pologne), dans les années 1990, notamment chargé de la mise en place d'un réseau de corridors biologiques), par le Pr Tuxen en Allemagne ou le Pr Jean-Marie Géhu en France ou le Dr Akira Miyawaki au Japon au travers du concept d'étude et de cartographie de la végétation potentielle naturelle.
En France, en 1986, le terme d’ « Écologie rétrospective » a été mentionné pour la première fois dans le titre d’un travail de thèse réalisé par Jacquet-Labrot.

## Champs d'application
L'écologie rétrospective intéresse de nombreux domaines : paléontologie, archéologie, Palynologie, histoire et histoire naturelle, biogéographie, écologie, épidémiologie, écologie du paysage, ou encore la génétique, certaines prospectives et gestions de crise (type grippe aviaire) pour lesquelles il est utile de savoir comment les hommes et/ou les animaux ont dans le passé réagi à certains types de stress.

### Éco-épidémiologie
Les toxicologues, écotoxicologues, épidémiologistes et éco-épidémiologistes, climatologues s'intéressent aussi aux relations passées de l'homme avec son environnement, et en particulier aux premières pollutions et impacts environnementaux des activités humaines.
Outre des études déjà anciennes sur l'apparition de la vie, éclairées par l'étude des espèces extrêmophiles, des recherches portent sur l'évolution précoce de la vie microbienne, via des analyses de séquences génétiques. Par exemple, le chercheur William Martin intègre la capacité des bactéries à échanger des séquences de gènes quand elles sont stressées,, très souvent entre bactéries de la même espèce, et parfois entre bactéries d'espèces très différentes. Ceci constitue un mécanisme évolutif très différent de celui des êtres multicellulaires à reproduction sexuée ; leur évolution ne pouvant être représentée par des arbres phylogénétiques mais par de complexes réseaux de gènes. 

### Histoire des pollutions
Les toxicologues, écotoxicologues, épidémiologistes et éco-épidémiologistes, climatologues s'intéressent aussi aux relations passées de l'homme avec son environnement, et en particulier aux premières pollutions et impacts environnementaux des activités humaines. Les impacts de certains polluants sur la santé et l'environnement est ancien et peut encore nous atteindre (par exemple, le plomb et le mercure de l'antiquité romaine).

### Histoire récente des écosystèmes
Pour un passé historique récent, un autre champ d'application est celui des études d'impacts et des mesures compensatoires ou conservatoires qui cherchent à retrouver un état de naturalité minimal, ou supposé avoir existé, dans un passé proche. De plus en plus, on ne cherche pas à reconstituer un paysage mais les fonctionnalités des écosystèmes pour retrouver les services écosystémiques que fournissaient et devraient encore fournir les écosystèmes. 
Les milieux aquatiques, par exemple, font l’objet de nombreux travaux en écologie rétrospective. 

Un certain nombre de chercheurs s'interroge sur l’état passé des milieux naturels, et en particulier sur l'état des milieux aquatiques (en Europe la Directive cadre sur l'eau (DCE/2000/60/CEE) par exemple, demandait de parvenir avant 2015 (puis 2021 ou 2027) à un « bon état écologique des milieux aquatiques et donc des bassins versants ». 
Dans ce contexte, en s'appuyant sur l'histoire environnementale, des réseaux de recherche interdisciplinaire s’attachent à mettre en évidence l’état passé des cours d’eau (comme les zones ateliers). Certains travaux s’intéressent plus particulièrement à l’histoire des espèces végétales et animales et à l’évolution de leur répartition sur le temps long. Ainsi en 2008, des chercheurs néerlandais ont-ils eu l'idée d'utiliser des bourdons conservés dans les collections anciennes de musées et d'y rechercher les pollens résiduels, puis de les comparer à ceux transportés par les bourdons actuels. Actuellement, certaines études, en croisant des approches historique et écologique, tentent de documenter l'histoire de la disparition de certaines espèces sous l'influence de différents types de facteurs (environnementaux et anthropiques). Les photos anciennes et de vieux articles de journaux sont parfois des mines d'information pour l'écologue.